# Zálesní Lhota

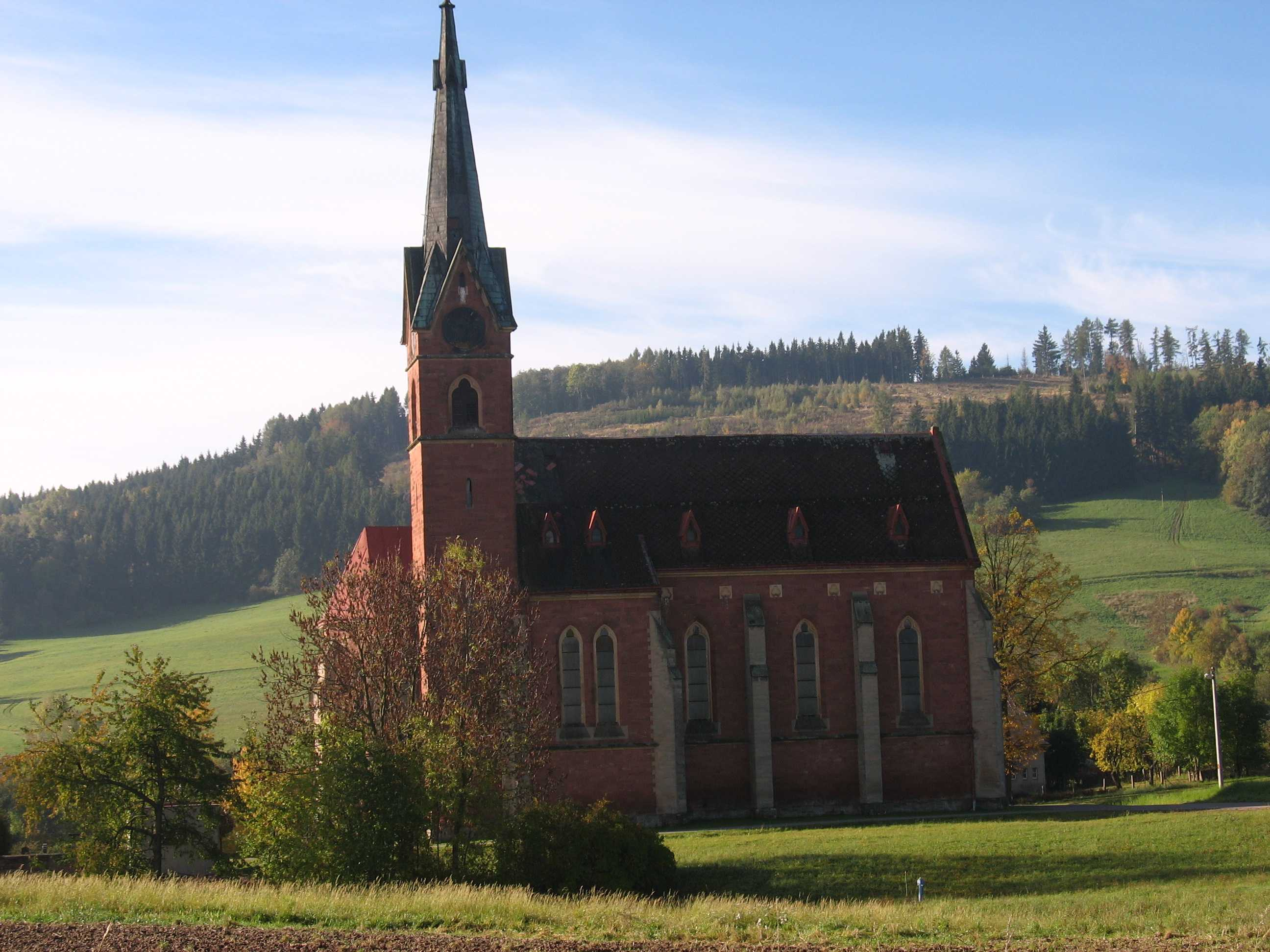
Kirche des hl. Johannes von Nepomuk

Zálesní Lhota (deutsch Huttendorf) ist ein Ortsteil und Katastralbezirk der Gemeinde Studenec Okres Semily in Tschechien. Er liegt sieben Kilometer südwestlich von Vrchlabí.

## Geographie
Zálesní Lhota erstreckt sich im Riesengebirgsvorland im Quellgrund des Baches Lhotský potok. Nördlich erhebt sich der U svatého Prokopa (467 m), im Südosten der Červený kopec (484 m), im Süden die Horka (589 m), südwestlich der Strážník (630 m) und im Nordwesten die Hůra (566 m).
Nordwestlich des Dorfes verläuft die Bahnstrecke Velký Osek–Trutnov.
Nachbarorte sind Horní Branná und Dolní Branná im Norden, Kunčice nad Labem im Nordosten, Na Močidle und Horní Kalná im Osten, Nový Svět, Dolní Kalná und Čistá u Horek im Südosten, Karlov, Bukovina u Čisté, Na Horce und Studenec im Süden, Na Táboře im Südwesten, Rovnáčov im Westen sowie Martinice v Krkonoších im Nordwesten.

## Geschichte
Der Strážník war im Frühmittelalter ein Wachberg zum Schutz der Handelswege am Fuße des Riesengebirges. Unter dem lateinischen Namen „Custodius“ ist er in Chroniken aus dem 11. Jahrhundert nachweisbar.
Das Dorf entstand wahrscheinlich am Übergang vom 14. zum 15. Jahrhundert im Zuge der deutschen Kolonisation der Wälder des Riesengebirgsvorlandes. Die erste schriftliche Erwähnung des nach dem Lhotensysten angelegten Dorfes Lhota erfolgte im Jahre 1403. Die geschützte Lage im Tal des Lhotský potok bot gute Bedingungen für die Landwirtschaft, insbesondere die Rinderzucht. Zudem wurden am Hang des Strážník Bergbauversuche auf Silbererze unternommen. 1561 wurde das zum Gut Studenetz gehörige Dorf als Welhota und 1601 als Lhoty Zahaysky bezeichnet. Die Konsolidation des Allodialgutes Studenetz mit dem Lehngut Forst erfolgte wahrscheinlich zu Beginn des 17. Jahrhunderts unter Hans Christian von Waldstein auf Arnau und Rochow. Aus dem Jahre 1650 ist der Ortsname Kasspar Rychtarz Zelhoty überliefert, danach entstanden durch Verballhornung des ursprünglichen Namens die Bezeichnungen Hottendorf (1658), Hutn Dorff (1662), Huttendorff (1698) und schließlich ab 1790 Huttendorf. Nachfolgende Grundherren waren u. a. ab 1679 Wilhelm Maximilian von Waldstein sowie ab 1699 Friedrich Leopold Kottulinsky von Kotulin und Křistkowitz und dessen Frau Elisabeth Ludmilla von Waldstein. Ignaz Dominik Chorinsky von Ledska, der beide Güter in der zweiten Hälfte des 18. Jahrhunderts besaß, ließ ab 1770 das Schloss Forst als neuen Herrschaftssitz erbauen. Die Feste Studenetz diente fortan als Verwaltungssitz des von Forst räumlich abgetrennten Gutes Studenetz sowie als Wohnhaus der herrschaftlichen Beamten. Studenetz und Lischnay wurden bereits bei der Einführung der Hausnummern als ein Ort betrachtet. 1781 ließ Graf Chorinsky in Studenetz die neue Kirche Johannes des Täufers und eine Schule errichten, die auch Huttendorf betreuten. 1794 verkaufte Chorinsky den Besitz an Wenzel Berger von Bergenthal, den später sein Sohn Ignaz beerbte. Seit dem Beginn des 19. Jahrhunderts bildeten die Hausweberei und -spinnerei einen wesentlichen Erwerbszweig. Im Jahre 1834 lebten in den 169 Häusern von Huttendorf/Zalesnj Lhota 1076 deutschsprachige Bewohner. Das Oberdorf wurde von der Hauptstraße zwischen Prag nach Hohenelbe durchquert. In Huttendorf bestand eine hölzerne Filialkirche der Pfarre Studenetz. Die südöstlich des Dorfes an der Straße nach Kallna gelegene, aus fünf Häusern bestehende Ansiedlung Neuwelt bzw. Brannaer Häuser war nach Starkenbach untertänig. Die Dörfer des Gutes Studenetz waren mit Ausnahme von Huttendorf rein oder überwiegend tschechischsprachig, die des räumlich abgetrennten Gutes Forst rein deutschsprachig. Bis zur Mitte des 19. Jahrhunderts blieb Huttendorf immer dem vereinigten Lehngut Forst und Allodialgut Studenetz untertänig.
Nach der Aufhebung der Patrimonialherrschaften bildete Huttendorf / Zálesní Lhota ab 1850 eine Gemeinde in der Bezirkshauptmannschaft Starkenbach / Jilemnice. 1886 verkaufte Karl Berger von Bergenthal die Güter an den Textilunternehmer Franz Kluge. Zu Beginn des 20. Jahrhunderts hatte die Gemeinde etwa 1300 Einwohner. Zwischen 1908 und 1924 wurde alternativ zu Zálesní Lhota auch der tschechische Ortsname Zahajská Lhota verwendet. 1930 hatte die Gemeinde 1038 Einwohner, 1939 waren es 938. Infolge des Münchner Abkommens wurde Huttendorf 1938 dem Deutschen Reich zugeschlagen und gehörte bis 1945 als Grenzort zum Landkreis Hohenelbe. Nach dem Ende des Zweiten Weltkrieges kam Zálesní Lhota zur Tschechoslowakei zurück und wurde wieder in den Okres Jilemnice eingegliedert. Im Zuge der Aufhebung des Okres Jilemnice wurde die Gemeinde 1960 dem Okres Semily zugeordnet. Mit Beginn des Jahres 1981 erfolgte die Eingemeindung nach Studenec.
Zálesní Lhota hatte im Jahre 1991 407 Einwohner. Beim Zensus von 2001 lebten in den 158 Wohnhäusern von Zálesní Lhota 379 Personen. Heute ist Zálesní Lhota ein Wintersportzentrum, am Strážník wird ein Skilift betrieben.

## Ortsgliederung
Zu Zálesní Lhota gehört die Ansiedlung Nový Svět (Neuwelt).

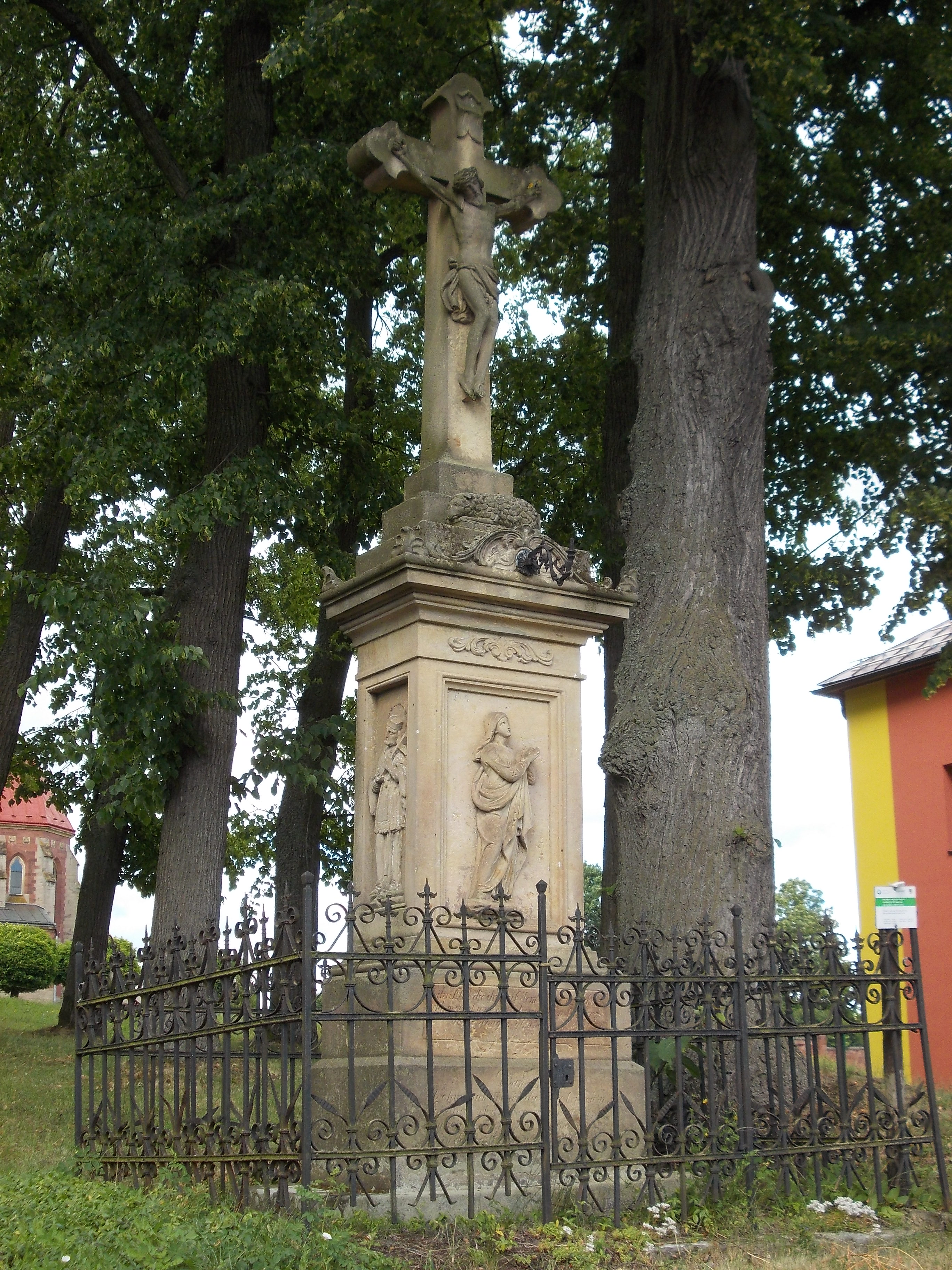
Kreuz bei der Kirche

## Sehenswürdigkeiten
- Kirche des hl. Johannes von Nepomuk, erbaut 1884 anstelle eines hölzernen Vorgängerbaus
- mehrere barocke Heiligenstatuen
- gezimmerte Riesengebirgschaluppen

## Söhne und Töchter des Ortes
- Jiří Šlitr (1924–1969), Schauspieler, Sänger und Komponist
- Květoslava Jeriová-Pecková (* 1956), Skilangläuferin